# Hugo Björne

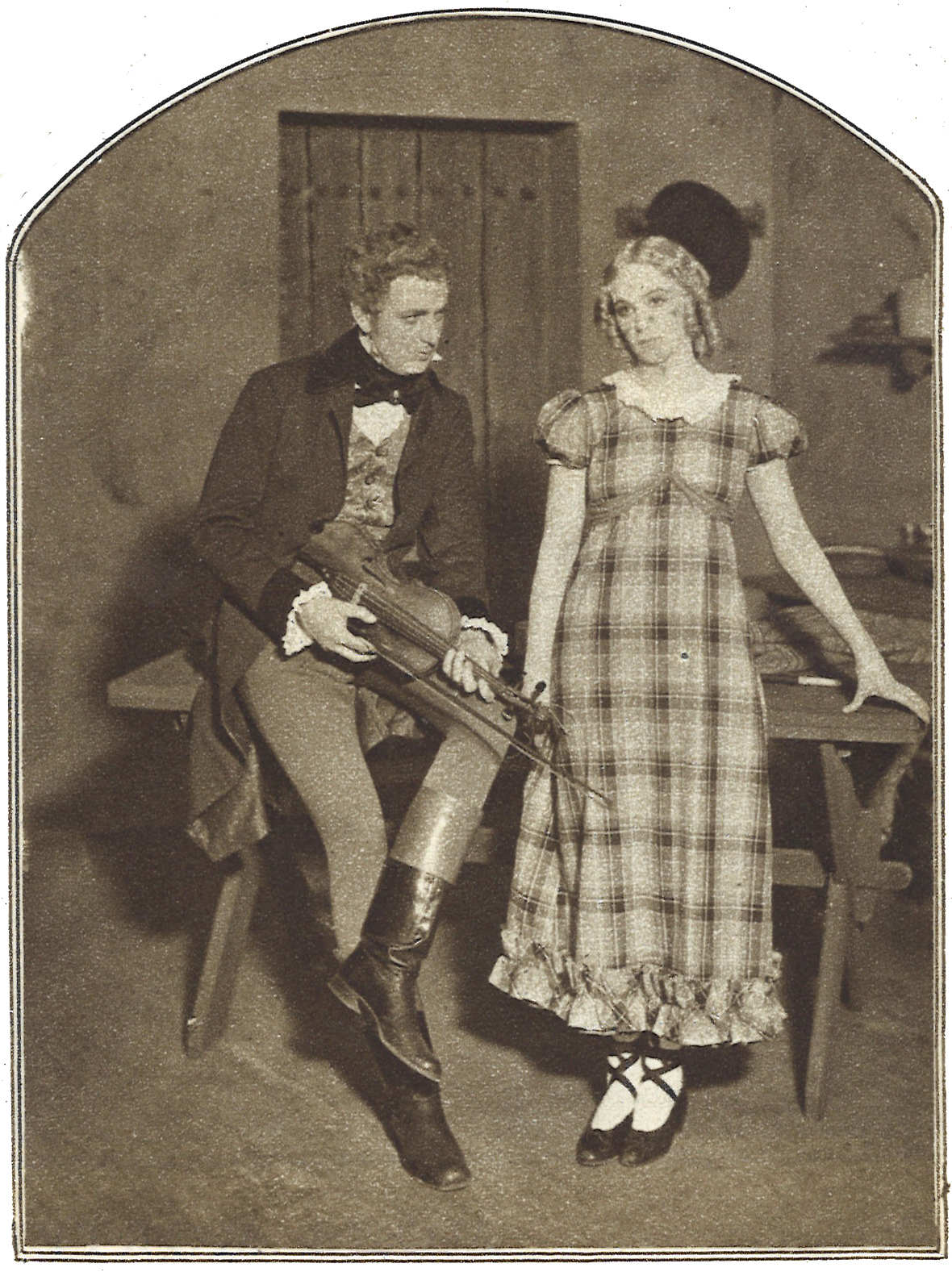
Hugo Björne tillsammans med Inga Tidblad i en scen ur Lilla Dorrit av Franz von Schönthan på Svenska Teatern 1925.

Ernst Hugo Alexis Björne, född 4 februari 1886 i Varberg, Hallands län, död 14 februari 1966 i Kungsholms församling i Stockholm, var en svensk skådespelare.

## Biografi
Björne debuterade 1907 i Landskrona vid Hjalmar Selanders teatersällskap som Bengt Lagman i Bröllopet på Ulfåsa. Han tillhörde Selanders sällskap till 1911 då han övergick till Einar Fröbergs teatersällskap där han verkade till 1914. Björne var 1914–1925 engagerad vid Svenska Teatern i Stockholm, 1925–1926 vid Vasateatern, 1926–1932 vid Oscarsteatern och 1932–1936 vid Vasateatern under Gösta Ekmans tid som direktör. 1946 engagerades han fast vid Dramaten. 
Hugo Björne filmdebuterade 1913 och kom att spela flera huvudroller i stumfilmer, men blev sedan mera en birollsaktör. Han medverkade i drygt 130 filmer där han ofta fick gestalta högre ämbetsmän, domare, professorer, direktörer och liknande. Minnesvärda insatser gjorde han i bland annat filmerna Lågor i dunklet (1942), Tåg 56 (1943), Jag dräpte (1943), Hets (1944), Kulla-Gulla (1956) och Gårdarna runt sjön (1957).
Han var son till grosshandlaren Alfred Ohlsson och Marie-Louise Björnberg. Han är gravsatt i en familjegrav på S:t Jörgens kyrkogård i Varberg.
Hugo Björne var gift med skådespelaren Gerda Lindblom. Han var far till filmfotografen Lars Björne och farfar till skådespelarna Anders Björne och Mia Mountain.

## Filmografi (urval)
- 1913 – Löjen och tårar
- 1913 – Ingeborg Holm
- 1916 – Fången på Karlstens fästning
- 1917 – Mellan liv och död
- 1917 – I mörkrets bojor
- 1918 – Nattliga toner
- 1918 – Thomas Graals bästa barn
- 1918 – Nobelpristagaren
- 1919 – Ingmarssönerna
- 1920 – Thora van Deken
- 1922 – Det omringade huset
- 1923 – Närkingarna
- 1923 – Gunnar Hedes saga
- 1924 – Grevarna på Svansta
- 1925 – Ingmarsarvet
- 1925 – Två konungar
- 1925 – Karl XII
- 1926 – Fänrik Ståls sägner-del II
- 1926 – Fänrik Ståls sägner-del I
- 1926 – Min fru har en fästman
- 1927 – Arnljot
- 1928 – Synd
- 1930 – Doktorns hemlighet
- 1931 – En kärleksnatt vid Öresund
- 1932 – Värmlänningarna
- 1933 – Kanske en diktare
- 1933 – Hälsingar
- 1934 – Sången till henne
- 1934 – Pettersson - Sverige
- 1934 – Kvinnorna kring Larsson
- 1935 – Ungkarlspappan
- 1936 – Spöket på Bragehus
- 1936 – Samvetsömma Adolf
- 1936 – Intermezzo
- 1936 – Johan Ulfstjerna
- 1936 – Fröken blir piga
- 1937 – Ryska snuvan
- 1937 – Mamma gifter sig
- 1937 – Familjen Andersson
- 1937 – Bergslagsfolk
- 1938 – Sockerskrinet
- 1938 – Sol över Sverige
- 1938 – Fram för framgång
- 1939 – Frun tillhanda
- 1939 – Filmen om Emelie Högqvist
- 1940 – Man och kvinna
- 1940 – ... som en tjuv om natten
- 1940 – Kyss henne!
- 1940 – Kronans käcka gossar
- 1940 – Hanna i societén
- 1940 – Alle man på post
- 1941 – Ung dam med tur
- 1941 – Så tuktas en äkta man
- 1941 – Striden går vidare
- 1941 – Stackars Ferdinand
- 1941 – Soliga Solberg
- 1941 – Första divisionen
- 1941 – Lasse-Maja
- 1941 – Lärarinna på vift
- 1941 – I natt - eller aldrig
- 1941 – Bara en kvinna
- 1942 – Flickan i fönstret mitt emot
- 1942 – Rid i natt!
- 1942 – Lågor i dunklet
- 1942 – Man glömmer ingenting
- 1942 – Lyckan kommer
- 1942 – Himlaspelet
- 1943 – Örlogsmän
- 1943 – Ungt blod
- 1943 – Herre med portfölj
- 1943 – Aktören
- 1943 – Katrina
- 1943 – Det brinner en eld
- 1943 – Tåg 56
- 1944 – En dag skall gry
- 1944 – Stopp! Tänk på något annat
- 1944 – Räkna de lyckliga stunderna blott
- 1944 – Appassionata
- 1944 – Kungajakt
- 1944 – Hemsöborna
- 1944 – Hets
- 1944 – Den osynliga muren
- 1944 – Excellensen
- 1944 – Den heliga lögnen
- 1944 – Prins Gustaf
- 1944 – Kejsarn av Portugallien
- 1945 – Brott och straff
- 1945 – Galgmannen
- 1945 – Den allvarsamma leken
- 1946 – När ängarna blommar
- 1946 – Möte i natten
- 1946 – Försök inte med mej ..!
- 1947 – Nattvaktens hustru
- 1947 – Ingen väg tillbaka
- 1948 – Nu börjar livet
- 1948 – Lars Hård
- 1948 – Solkatten
- 1949 – Bara en mor
- 1950 – Den vita katten
- 1951 – Dårskapens hus
- 1951 – Livat på luckan
- 1952 – Snurren direkt
- 1952 – När syrenerna blomma
- 1952 – Trots
- 1952 – Kärlek
- 1953 – Skuggan
- 1953 – I dimma dold
- 1953 – Glasberget
- 1954 – De röda hästarna
- 1954 – En karl i köket
- 1954 – Karin Månsdotter
- 1954 – Herr Arnes penningar
- 1955 – Paradiset
- 1956 – Kulla-Gulla
- 1956 – Ratataa
- 1956 – Egen ingång
- 1956 – Sista paret ut
- 1957 – Gårdarna runt sjön
- 1957 – En drömmares vandring
- 1958 – Bock i örtagård
- 1959 – Lejon på stan
- 1959 – Himmel och pannkaka
- 1960 – Domaren
- 1961 – Karneval
- 1962 – Vita frun
- 1963 – Sällskapslek

## Teater

### Roller (ej komplett)
| År   | Roll                                   | Produktion                                                               | Regi                             | Teater                               |
| ---- | -------------------------------------- | ------------------------------------------------------------------------ | -------------------------------- | ------------------------------------ |
| 1915 | Hofmarskalken                          | Lycko-Pers resa August Strindberg                                        | Gunnar Klintberg                 | Svenska teatern, Stockholm           |
| 1916 | Kammarherre baron von Metzing          | Gamla Heidelberg (Alt-Heidelberg) Wilhelm Meyer-Förster                  |                                  | Svenska teatern, Stockholm           |
| 1917 |                                        | Kring drottningen Brita von Horn                                         | Gunnar Klintberg                 | Svenska teatern, Stockholm           |
| 1919 | Greve Paris                            | Romeo och Julia (The Tragedy of Romeo and Juliet) William Shakespeare    | Gunnar Klintberg                 | Svenska teatern, Stockholm           |
| 1922 | Jakob Israel                           | Gustav Vasa August Strindberg                                            | Gunnar Klintberg                 | Svenska teatern, Stockholm           |
| 1923 | Markis Gaston de Guiche                | Lilla modellen Rudolf Eger                                               | Gunnar Klintberg                 | Svenska Teatern                      |
| 1923 |                                        | En herre i frack André Picard                                            | Nils Johannisson                 | Svenska teatern                      |
| 1923 | Kapten Kristian Berg                   | Gösta Berlings saga Selma Lagerlöf                                       | Gunnar Klintberg                 | Svenska teatern, Stockholm           |
| 1924 |                                        | Det levande liket (Живой труп, Živoj trup) Leo Tolstoj                   | Gunnar Klintberg                 | Svenska teatern                      |
| 1924 |                                        | Pärlhalsbandet Lothar Schmidt                                            | Gunnar Klintberg                 | Svenska teatern, Stockholm           |
| 1924 |                                        | Charites porträtt Einar Christiansen                                     | Pauline Brunius                  | Svenska teatern, Stockholm           |
| 1925 |                                        | Skuggan Dario Nicodemi                                                   | Nils Johannisson                 | Svenska teatern, Stockholm           |
| 1925 | Mondredon                              | Herrn som kommer klockan 5 Maurice Hennequin och Pierre Veber            | Knut Nyblom Albert Ranft         | Svenska teatern                      |
| 1925 |                                        | Alarmklockan Maurice Hennequin och Romain Coolus                         | Gunnar Klintberg                 | Vasateatern                          |
| 1925 |                                        | Brutna vingar Pierre Wolff                                               | Gunnar Klintberg                 | Vasateatern                          |
| 1925 | Vice pastor Storm                      | Det stora barndopet Oskar Braaten                                        | Pauline Brunius                  | Vasateatern                          |
| 1926 | Rickard Busk                           | Morfars hus Ejnar Smith                                                  | Gunnar Klintberg                 | Vasateatern                          |
| 1926 | Hertigen                               | Svanevit August Strindberg                                               | Gunnar Klintberg                 | Vasateatern                          |
| 1926 | Kurt Balzar                            | Dollar Hjalmar Bergman                                                   | John W. Brunius                  | Oscarsteatern                        |
| 1926 | Charles Venables                       | Vad varje kvinna vet J. M. Barrie                                        | Pauline Brunius                  | Oscarsteatern                        |
| 1926 | Baron Stadig                           | Svenska Sprätthöken Carl Gyllenborg                                      | Rune Carlsten                    | Oscarsteatern                        |
| 1926 | Bumburrifex                            | Sanningens pärla Zacharias Topelius                                      | Rune Carlsten                    | Oscarsteatern                        |
| 1926 | En herre                               | Han som får örfilarna Leonid Andrejev                                    | Gösta Ekman                      | Oscarsteatern                        |
| 1926 | Statyn Borgmästaren Döden              | Lycko-Pers resa August Strindberg                                        | Rune Carlsten                    | Oscarsteatern                        |
| 1927 | Willie Wynton                          | Hennes sista bedrift Frederick Lonsdale                                  | Pauline Brunius                  | Oscarsteatern                        |
| 1927 | Lucentio                               | Så tuktas en argbigga William Shakespeare                                | Gösta Ekman och Johannes Poulsen | Oscarsteatern                        |
| 1927 | Ministern                              | Pecks äventyr Kaja Widegren                                              | Rune Carlsten                    | Oscarsteatern                        |
| 1927 | Henry Masters, chaufför                | Bättre folk Avery Hopwood och David Gray                                 | Pauline Brunius                  | Oscarsteatern                        |
| 1927 | Sändebudet                             | Dibbuk - Mellan tvenne världar S. Ansky                                  | Robert Atkins                    | Oscarsteatern                        |
| 1928 | James Mavor Morell                     | Candida George Bernard Shaw                                              | Gösta Ekman                      | Oscarsteatern                        |
| 1928 | Jakob Johan Anckarström                | Gustaf III August Strindberg                                             | Rune Carlsten                    | Oscarsteatern                        |
| 1928 | Doktor Atterling                       | Rötmånad Erik Lindorm                                                    | John W. Brunius                  | Oscarsteatern                        |
| 1928 |                                        | Daglannet Bjørnstjerne Bjørnson                                          | Pauline Brunius                  | Oscarsteatern                        |
| 1928 | Jack                                   | Gröna hissen Avery Hopwood                                               | Gösta Ekman                      | Oscarsteatern                        |
| 1928 | Joseph Surface                         | Skandalskolan Richard Brinsley Sheridan                                  | Johannes Poulsen                 | Oscarsteatern                        |
| 1928 | Bryde                                  | Alexander den Store Gustav Esmann                                        |                                  | Oscarsteatern                        |
| 1928 | Olaf Lindboe                           | Hokus-Pokus Curt Goetz                                                   | Gösta Ekman                      | Oscarsteatern                        |
| 1928 |                                        | Julius Caesar William Shakespeare                                        | Rune Carlsten                    | Oscarsteatern                        |
| 1929 |                                        | Den kungliga familjen George S. Kaufman och Edna Ferber                  | Rune Carlsten                    | Oscarsteatern                        |
| 1929 | Översten                               | Männen vid fronten Robert Cedric Sherriff                                | Thomas Warner                    | Oscarsteatern                        |
| 1930 | James Fraser                           | Hans första hustru St. John Greer Ervine                                 | Pauline Brunius                  | Oscarsteatern                        |
| 1930 | Griffith, drottning Katarinas marskalk | Henrik VIII William Shakespeare                                          | Thomas Warner                    | Oscarsteatern                        |
| 1930 | Magnus Stehnfeldt                      | Trions bröllop Sigfrid Siwertz                                           | John W. Brunius                  | Oscarsteatern                        |
| 1930 | Assessor Svale                         | Äventyr på fotvandringen Jens Christian Hostrup                          | Rune Carlsten                    | Oscarsteatern                        |
| 1930 | James, betjänt                         | Bruden (The Bride) Stuart Oliver och George M. Middleton                 | Rune Carlsten                    | Oscarsteatern                        |
| 1930 | Randahl                                | Kära släkten Gustav Esmann                                               | Rune Carlsten                    | Oscarsteatern                        |
| 1930 | Ryttmästare Carl von Springenberg      | Farmors revolution Jens Locher                                           | Pauline Brunius                  | Oscarsteatern                        |
| 1930 | Herman Israel                          | Gustaf Vasa August Strindberg                                            | Gunnar Klintberg                 | Oscarsteatern                        |
| 1930 |                                        | En tjuvkomedi Berndt Carlberg                                            | Gösta Ekman                      | Oscarsteatern                        |
| 1931 |                                        | Det svaga könet Édouard Bourdet                                          | Max Reinhardt                    | Oscarsteatern                        |
| 1931 | Kapten Krok                            | Peter Pan J.M. Barrie                                                    | Palle Brunius                    | Oscarsteatern                        |
| 1932 |                                        | Fanny Marcel Pagnol                                                      | Pauline Brunius                  | Oscarsteatern                        |
| 1932 |                                        | Juvelstölden Ladislas Fodor                                              | Nils Johannisson                 | Oscarsteatern                        |
| 1932 | Kejsare Frans Josef I av Österrike     | Värdshuset Vita hästen (Im weißen Rößl) Hans Müller och Ralph Benatzky   | A.W. Sandberg                    | Vasateatern                          |
| 1932 | Kommissarien                           | Kanske en diktare Ragnar Josephson                                       | Gösta Ekman                      | Vasateatern                          |
| 1932 | Rosenstein                             | "Patrasket" Hjalmar Bergman                                              | Gösta Ekman                      | Vasateatern                          |
| 1932 | Kammarherre von Schinkel               | Mästerkatten i stövlarna (Markis'en af Carabas) Palle Rosenkrantz        | Gösta Ekman                      | Vasateatern                          |
| 1932 | Fadern                                 | Graven under triumfbågen (Le tombeau sous l’arc de Triomphe) Paul Raynal | Harry Roeck Hansen               | Vasateatern                          |
| 1932 | James Mavor Morell                     | Candida George Bernard Shaw                                              | Gösta Ekman                      | Vasateatern                          |
| 1932 | Jack                                   | Gröna hissen (Fair and Warmer) Avery Hopwood                             | Gösta Ekman                      | Vasateatern                          |
| 1932 | Sam Edwards "Ärret"                    | Broadway Philip Dunning och George Abbott                                | Mauritz Stiller                  | Vasateatern                          |
| 1933 | Vår Herre                              | Domaredansen Erik Lindorm                                                | Per-Axel Branner                 | Gösta Ekmans Folkteater/ Vasateatern |
| 1933 | Dr. Otternschlag                       | Grand Hotel (Menschen im Hotel) Vicki Baum                               | Gösta Ekman                      | Vasateatern                          |
| 1933 | Furst Philip Plata-Ettin               | Högre skolan (Olimpia) Ferenc Molnár                                     | Gösta Ekman                      | Vasateatern                          |
| 1933 | Oliver Jordan                          | Middag kl. 8 (Dinner at Eight) George S. Kaufman och Edna Ferber         | Gösta Ekman                      | Vasateatern                          |
| 1933 | Charles Nemo                           | Banken (La Banque Nemo) Louis Verneuil                                   | Hjalmar Peters                   | Vasateatern                          |
| 1934 | Horatio                                | Hamlet William Shakespeare                                               | Per Lindberg                     | Vasateatern                          |
| 1934 | Longinus                               | Långfredag (Good Friday) John Masefield                                  | Per Lindberg                     | Vasateatern                          |
| 1934 | Mr. Walker                             | London City John van Druten                                              | Gunnar Olsson                    | Vasateatern                          |
| 1934 | Chutterbuck                            | Nästan gifta (Almost a Honeymoon) Walter Ellis                           | Gösta Ekman                      | Vasateatern                          |
| 1934 | Dr. Horn                               | Natten till den 17 april (Tűzmadár) Lajos Zilahy                         | Gunnar Olsson                    | Vasateatern                          |
| 1934 | Officer                                | Bödeln Pär Lagerkvist                                                    | Per Lindberg                     | Vasateatern                          |
| 1935 | Nicolaus von Zimko                     | Karriär-karriär (A szerencse fia) Gábor Drégely                          | Gösta Ekman                      | Vasateatern                          |
| 1935 | Furst Obreskof                         | Fedja - Det levande liket (Живой труп, Živoj trup) Lev Tolstoj           | Per Lindberg                     | Vasateatern                          |
| 1935 | Nils Gustafsson Stjärnbåt              | Frihetsfejden Ernst Eklund                                               | Ernst Eklund                     | Skansens friluftsteater              |
| 1935 | Aleksandr Ignatjevitj Versjinin        | Tre systrar Anton Tjechov                                                | Rudolf Wendbladh                 | Helsingborgs stadsteater             |
| 1936 | Charles Kingdom                        | Idyll 1936 (The Old Folks at Home) Harold Marsh Harwood                  | Pauline Brunius                  | Blancheteatern                       |
| 1936 | Dr Thomas Haller                       | Kloka gubben Paul Sarauw                                                 | Sigurd Wallén                    | Södra Teatern                        |
| 1937 | Baron Stadig                           | Svenska Sprätthöken Carl Gyllenborg                                      | Rune Carlsten                    | Dramaten                             |
| 1939 | Lewis Murray                           | Älskling, jag ger mig Mark Reed                                          | Olof Molander                    | Turné                                |
| 1939 | General Gallifet                       | Nederlaget Nordahl Grieg                                                 | Svend Gade                       | Dramaten                             |
| 1939 | Edward Ferrers                         | Vibrationer Charles Morgan                                               | Harry Roeck-Hansen               | Blancheteatern                       |
| 1940 | Allan                                  | Fågel Fenix Kaj Munk                                                     | Martha Lundholm                  | Vasateatern                          |
| 1940 |                                        | Äventyr på fotvandringen Jens Christian Hostrup                          | Rune Carlsten                    | Oscarsteatern                        |
| 1940 |                                        | Morgonstjärnan Emlyn Williams                                            | Ragnar Falck                     | Vinterpalatset                       |
| 1940 | Domare Gaunt                           | Grå gryning (Winterset) Maxwell Anderson                                 | Per-Axel Branner                 | Nya Teatern                          |
| 1941 | Doktor Axton Talley                    | Skilda språk Samuel Nathaniel Behrman                                    | Harry Roeck-Hansen               | Blancheteatern                       |
| 1941 | Lame Fredrik                           | Midsommardröm i fattighuset Pär Lagerkvist                               | Per Lindberg                     | Blancheteatern                       |
| 1942 | James Mavor Morell                     | Candida George Bernard Shaw                                              | Harry Roeck-Hansen               | Blancheteatern                       |
| 1942 | Baronen                                | På livets botten Maksim Gorkij                                           | Jura Tamkin                      | Blancheteatern                       |
| 1944 |                                        | Den heliga enfalden Paul Vincent Carroll                                 | Rune Carlsten                    | Dramaten                             |
| 1944 | Confessorn                             | Till Damaskus II August Strindberg                                       | Olof Molander                    | Dramaten                             |
| 1944 | Jonas Webster                          | De vackra människorna William Saroyan                                    | Alf Sjöberg                      | Dramaten                             |
| 1944 | Länsman                                | Kronbruden August Strindberg                                             | Olof Molander                    | Dramaten                             |
| 1945 | Nicolaus Damascenus                    | En idealist Kaj Munk                                                     | Olof Molander                    | Dramaten                             |
| 1945 | Magnus Gabriel de la Gardie            | Karl XI Ivan Oljelund                                                    | Rune Carlsten                    | Dramaten                             |
| 1945 | Jansson, ledamot av skolrådet          | Vår ofödde son Vilhelm Moberg                                            | regi Alf Sjöberg                 | Dramaten                             |
| 1946 | Christoffer                            | Färjstället Karl Ragnar Gierow                                           | Olof Molander                    | Dramaten                             |
| 1946 | Fader Antonius Den gamle mannen        | S:t Antonius visar vägen Ronald Duncan                                   | Alf Sjöberg                      | Dramaten                             |
| 1947 | Portvakten                             | Den dödsdömde Stig Dagerman                                              | Alf Sjöberg                      | Dramaten                             |
| 1947 | Aronte                                 | Äktenskapsskolan Molière                                                 | Rune Carlsten                    | Dramaten                             |
| 1947 | Buckingham                             | Rickard III William Shakespeare                                          | Alf Sjöberg                      | Dramaten                             |
| 1947 | Gubben Mahon                           | Hjälten på den gröna ön John Millington Synge                            | Göran Gentele                    | Dramaten                             |
| 1947 | Larry Slade                            | Si, iskarlen kommer! Eugene O'Neill                                      | Olof Molander                    | Dramaten                             |
| 1948 | Den blinde                             | De vises sten Pär Lagerkvist                                             | Alf Sjöberg                      | Dramaten                             |
| 1948 | Överste Gerald Piper                   | Släktmötet T S Eliot                                                     | Alf Sjöberg                      | Dramaten                             |
| 1949 | Kardinal Wolsey                        | En dag av tusen Maxwell Anderson                                         | Olof Molander                    | Dramaten                             |
| 1950 | Prosten                                | Brand Henrik Ibsen                                                       | Alf Sjöberg                      | Dramaten                             |
| 1950 | Baronen                                | Tokiga grevinnan Jean Giraudoux                                          | Olof Molander                    | Dramaten                             |
| 1950 | Måns Knekt, Karin Månsdotters far      | Erik XIV August Strindberg                                               | Alf Sjöberg                      | Dramaten                             |
| 1951 | Edward Tappercoom, en domare           | Kvinnan bör inte brännas Christopher Fry                                 | Alf Sjöberg                      | Dramaten                             |
| 1951 | Nilsson                                | Det lyser i kåken Björn-Erik Höijer                                      | Ingmar Bergman                   | Dramaten                             |
| 1951 | Konungen                               | Diamanten Friedrich Hebbel                                               | Rune Carlsten                    | Dramaten                             |
| 1960 | Den gamle                              | Till Damaskus, del I August Strindberg                                   | Olof Molander                    | Dramaten                             |
| 1961 | Sorin                                  | Måsen Anton Tjechov                                                      | Ingmar Bergman                   | Dramaten                             |
| 1962 | Senor Panetta                          | Resan (Le voyage) Georges Schehadé                                       | Alf Sjöberg                      | Dramaten                             |

## Radioteater

### Roller
| År   | Roll                          | Produktion                                  | Regi             |
| ---- | ----------------------------- | ------------------------------------------- | ---------------- |
| 1942 | Magni, hemmansägare           | Marknadsafton Vilhelm Moberg                | Lars Madsén      |
| 1950 | Professor Mair                | Det hemliga rummet Nigel Balchin            | Henrik Dyfverman |
| 1950 | Kyrkoherden                   | Salig överstens döttrar Katherine Mansfield | Gustaf Molander  |
| 1954 | Jansson, ledamot av skolrådet | Vår ofödde son Vilhelm Moberg               | Mimi Pollak      |